# Åsklosters kungsgård
Åsklosters kungsgård är ett byggnadsminne i Ås socken i Varbergs kommun i Hallands län.
Huvudbyggnaden är från 1806–1807. Tidigare hade där funnits ett trähus från 1600-talet. Under mitten av 1800-talet fick byggnaden flyglar. Byggnaden gjordes efter typritningar gjorda av Carl Hårleman, överintendentämbetets chef, långt tidigare.